# Хорнбостель, Эрих Мориц фон
Эрих Мориц фон Хорнбостель (25 февраля 1877, Вена — 28 ноября 1935, Кембридж) — австрийский этномузыковед, композитор, пианист. Один из основателей музыкальной этнографии. Соавтор систематической классификации музыкальных инструментов Хорнбостеля — Закса, один из основоположников современного инструментоведения.

## Биография
Хорнбостель родился в 1877 году в семье музыкантов из Вены. С 1901 года в Берлине начал изучать музыкально психологическое влияние музыки не европейских культур. Изначально был учеником, а после и ассистентом К. Штумпфа в институте психологии при Берлинском университете. С 1905 по 1933 год работал директором берлинского фонограмархива. Как «полуеврей» (нем. Halbjude), после вступления в силу Нюрнбергских законов был снят со всех государственных постов. В 1933 переехал в Швейцарию, в том же году в Нью-Йорк (США), а в 1934 в Кембридж (Великобритания). Хорнбостель — один из создателей так называемого сравнительного музыкознания. Хорнбостель опубликовал свыше 100 научных работ и рецензий, в том числе ряд исследований японской, индийской, арабской, турецкой, африканской музыки, в которых описание звуковых феноменов дополняется привлечением культурно-исторических данных для их интерпретации.
Среди учеников — Карлос Лавин.